# Marion Dhur
Marion Dhur, née le 12 mai 1972 à Saint-Vith est une femme politique belge germanophone, membre du Christlich Soziale Partei.
Elle fut secrétaire (1990-94), puis employée de banque (1994-2012).

## Fonctions politiques
- 2012-2017: échevine à Burg-Reuland
- 2014-2017: membre du parlement germanophone
- 2017- : bourgmestre de Burg-Reuland